# Eleições autárquicas portuguesas de 2001 no distrito de Évora
| Eleições autárquicas portuguesas de 2001 Distritos: Aveiro \| Beja \| Braga \| Bragança \| Castelo Branco \| Coimbra \| Évora \| Faro \| Guarda \| Leiria \| Lisboa \| Portalegre \| Porto \| Santarém \| Setúbal \| Viana do Castelo \| Vila Real \| Viseu \| Açores \| Madeira |

## Resultados por concelho
Os resultados nos concelhos do Distrito de Évora foram os seguintes:

### Alandroal
| Partido                 | Partido                        | Votos | %               | +/-   | Vereadores | +/-     |
| ----------------------- | ------------------------------ | ----- | --------------- | ----- | ---------- | ------- |
|                         | Partido Socialista             | 2 014 | 47,76 / 100,00  | 12,17 | 3 / 5      | 1       |
|                         | Coligação Democrática Unitária | 1 753 | 41,57 / 100,00  | 7,64  | 2 / 5      | 1       |
|                         | Partido Social Democrata       | 285   | 6,76 / 100,00   | 5,98  | 0 / 5      | Estável |
|                         | Partido Popular                | 72    | 1,71 / 100,00   | -     | 0 / 5      | -       |
| Votos Inválidos         | Votos Inválidos                | 93    | 2,20 / 100,00   | 1,28  |            |         |
| Total                   | Total                          | 4 217 | 100,00 / 100,00 |       | 5 / 5      |         |
| Eleitorado/Participação | Eleitorado/Participação        | 5 920 | 71,23 / 100,00  | 6,48  |            |         |

### Arraiolos
| Partido                 | Partido                        | Votos | %               | +/-  | Vereadores | +/-     |
| ----------------------- | ------------------------------ | ----- | --------------- | ---- | ---------- | ------- |
|                         | Coligação Democrática Unitária | 2 561 | 60,92 / 100,00  | 0,59 | 4 / 5      | Estável |
|                         | Partido Socialista             | 1 016 | 24,17 / 100,00  | 3,21 | 1 / 5      | Estável |
|                         | Partido Social Democrata       | 422   | 10,04 / 100,00  | 3,14 | 0 / 5      | Estável |
| Votos Inválidos         | Votos Inválidos                | 205   | 4,88 / 100,00   | 1,10 |            |         |
| Total                   | Total                          | 4 204 | 100,00 / 100,00 |      | 5 / 5      |         |
| Eleitorado/Participação | Eleitorado/Participação        | 6 651 | 63,21 / 100,00  | 4,03 |            |         |

### Borba
| Partido                 | Partido                        | Votos | %               | +/-   | Vereadores | +/- |
| ----------------------- | ------------------------------ | ----- | --------------- | ----- | ---------- | --- |
|                         | Partido Socialista             | 2 756 | 56,35 / 100,00  | 25,75 | 3 / 5      | 2   |
|                         | Coligação Democrática Unitária | 1 531 | 31,30 / 100,00  | 14,82 | 2 / 5      | 1   |
|                         | Partido Social Democrata       | 406   | 8,30 / 100,00   | 9,04  | 0 / 5      | 1   |
| Votos Inválidos         | Votos Inválidos                | 198   | 4,05 / 100,00   | 1,89  |            |     |
| Total                   | Total                          | 4 891 | 100,00 / 100,00 |       | 5 / 5      |     |
| Eleitorado/Participação | Eleitorado/Participação        | 6 821 | 71,71 / 100,00  | 1,73  |            |     |

### Estremoz
| Partido                 | Partido                        | Votos  | %               | +/-  | Vereadores | +/-     |
| ----------------------- | ------------------------------ | ------ | --------------- | ---- | ---------- | ------- |
|                         | Coligação Democrática Unitária | 3 276  | 38,32 / 100,00  | 4,60 | 3 / 7      | 1       |
|                         | Partido Socialista             | 2 273  | 26,59 / 100,00  | 5,61 | 2 / 7      | 1       |
|                         | Partido Social Democrata       | 2 167  | 25,35 / 100,00  | 1,25 | 2 / 7      | Estável |
|                         | Partido Popular                | 243    | 2,84 / 100,00   | 1,08 | 0 / 7      | Estável |
|                         | Bloco de Esquerda              | 238    | 2,78 / 100,00   | Novo | 0 / 7      | Novo    |
| Votos Inválidos         | Votos Inválidos                | 351    | 4,11 / 100,00   | 0,67 |            |         |
| Total                   | Total                          | 8 548  | 100,00 / 100,00 |      | 7 / 7      |         |
| Eleitorado/Participação | Eleitorado/Participação        | 13 713 | 62,34 / 100,00  | 3,83 |            |         |

### Évora
| Partido                 | Partido                        | Votos  | %               | +/-   | Vereadores | +/-     |
| ----------------------- | ------------------------------ | ------ | --------------- | ----- | ---------- | ------- |
|                         | Partido Socialista             | 12 693 | 45,15 / 100,00  | 10,76 | 4 / 7      | 1       |
|                         | Coligação Democrática Unitária | 11 282 | 40,14 / 100,00  | 5,06  | 3 / 7      | Estável |
|                         | Partido Social Democrata       | 2 675  | 9,52 / 100,00   | 3,89  | 0 / 7      | 1       |
|                         | Partido Popular                | 468    | 1,66 / 100,00   | 1,76  | 0 / 7      | Estável |
|                         | Bloco de Esquerda              | 123    | 0,44 / 100,00   | Novo  | 0 / 7      | Novo    |
|                         | Partido da Terra               | 117    | 0,42 / 100,00   | -     | 0 / 7      | -       |
| Votos Inválidos         | Votos Inválidos                | 752    | 2,68 / 100,00   | 0,48  |            |         |
| Total                   | Total                          | 28 110 | 100,00 / 100,00 |       | 7 / 7      |         |
| Eleitorado/Participação | Eleitorado/Participação        | 45 789 | 61,39 / 100,00  | 1,40  |            |         |

### Montemor-o-Novo
| Partido                 | Partido                        | Votos  | %               | +/-  | Vereadores | +/-     |
| ----------------------- | ------------------------------ | ------ | --------------- | ---- | ---------- | ------- |
|                         | Coligação Democrática Unitária | 5 239  | 50,77 / 100,00  | 1,86 | 4 / 7      | Estável |
|                         | Grupo de Cidadãos              | 3 732  | 36,16 / 100,00  | Novo | 3 / 7      | Novo    |
|                         | Partido Social Democrata       | 966    | 9,36 / 100,00   | 5,70 | 0 / 7      | 1       |
| Votos Inválidos         | Votos Inválidos                | 383    | 3,71 / 100,00   | 0,29 |            |         |
| Total                   | Total                          | 10 320 | 100,00 / 100,00 |      | 7 / 7      |         |
| Eleitorado/Participação | Eleitorado/Participação        | 15 889 | 64,95 / 100,00  | 3,35 |            |         |

### Mora
| Partido                 | Partido                        | Votos | %               | +/-  | Vereadores | +/-     |
| ----------------------- | ------------------------------ | ----- | --------------- | ---- | ---------- | ------- |
|                         | Coligação Democrática Unitária | 1 763 | 51,01 / 100,00  | 1,94 | 3 / 5      | Estável |
|                         | Partido Socialista             | 1 013 | 29,31 / 100,00  | 2,98 | 1 / 5      | Estável |
|                         | Partido Social Democrata       | 510   | 14,76 / 100,00  | 6,34 | 1 / 5      | Estável |
| Votos Inválidos         | Votos Inválidos                | 170   | 4,92 / 100,00   | 1,41 |            |         |
| Total                   | Total                          | 3 456 | 100,00 / 100,00 |      | 5 / 5      |         |
| Eleitorado/Participação | Eleitorado/Participação        | 5 373 | 64,32 / 100,00  | 0,27 |            |         |

### Mourão
| Partido                 | Partido                        | Votos | %               | +/-  | Vereadores | +/-     |
| ----------------------- | ------------------------------ | ----- | --------------- | ---- | ---------- | ------- |
|                         | Partido Socialista             | 1 078 | 56,50 / 100,00  | 0,69 | 4 / 5      | Estável |
|                         | Partido Social Democrata       | 506   | 26,52 / 100,00  | 3,53 | 1 / 5      | Estável |
|                         | Partido Popular                | 152   | 7,97 / 100,00   | 1,38 | 0 / 5      | Estável |
|                         | Coligação Democrática Unitária | 88    | 4,61 / 100,00   | 4,53 | 0 / 5      | Estável |
| Votos Inválidos         | Votos Inválidos                | 84    | 4,40 / 100,00   | 0,31 |            |         |
| Total                   | Total                          | 1 908 | 100,00 / 100,00 |      | 5 / 5      |         |
| Eleitorado/Participação | Eleitorado/Participação        | 2 613 | 73,02 / 100,00  | 3,44 |            |         |

### Portel
| Partido                 | Partido                        | Votos | %               | +/-  | Vereadores | +/-     |
| ----------------------- | ------------------------------ | ----- | --------------- | ---- | ---------- | ------- |
|                         | Partido Socialista             | 2 335 | 48,75 / 100,00  | 0,51 | 3 / 5      | Estável |
|                         | Coligação Democrática Unitária | 2 211 | 46,16 / 100,00  | 1,32 | 2 / 5      | Estável |
|                         | Partido Social Democrata       | 115   | 2,40 / 100,00   | 0,62 | 0 / 5      | Estável |
| Votos Inválidos         | Votos Inválidos                | 129   | 2,70 / 100,00   | 0,18 |            |         |
| Total                   | Total                          | 4 790 | 100,00 / 100,00 |      | 5 / 5      |         |
| Eleitorado/Participação | Eleitorado/Participação        | 6 304 | 75,98 / 100,00  | 2,05 |            |         |

### Redondo
| Partido                 | Partido                        | Votos | %               | +/-   | Vereadores | +/-     |
| ----------------------- | ------------------------------ | ----- | --------------- | ----- | ---------- | ------- |
|                         | Coligação Democrática Unitária | 1 786 | 48,40 / 100,00  | 13,14 | 3 / 5      | 1       |
|                         | Partido Social Democrata       | 1 014 | 27,48 / 100,00  | 15,56 | 1 / 5      | 1       |
|                         | Partido Socialista             | 758   | 20,54 / 100,00  | 3,41  | 1 / 5      | Estável |
| Votos Inválidos         | Votos Inválidos                | 132   | 3,58 / 100,00   | 1,66  |            |         |
| Total                   | Total                          | 3 690 | 100,00 / 100,00 |       | 5 / 5      |         |
| Eleitorado/Participação | Eleitorado/Participação        | 6 465 | 57,08 / 100,00  | 1,38  |            |         |

### Reguengos de Monsaraz
| Partido                 | Partido                        | Votos | %               | +/-  | Vereadores | +/-     |
| ----------------------- | ------------------------------ | ----- | --------------- | ---- | ---------- | ------- |
|                         | Partido Socialista             | 2 659 | 48,98 / 100,00  | 9,15 | 3 / 5      | Estável |
|                         | Partido Social Democrata       | 1 795 | 33,06 / 100,00  | 9,90 | 2 / 5      | 1       |
|                         | Coligação Democrática Unitária | 778   | 14,33 / 100,00  | 0,81 | 0 / 5      | 1       |
| Votos Inválidos         | Votos Inválidos                | 197   | 3,63 / 100,00   | 0,07 |            |         |
| Total                   | Total                          | 5 429 | 100,00 / 100,00 |      | 5 / 5      |         |
| Eleitorado/Participação | Eleitorado/Participação        | 9 265 | 58,60 / 100,00  | 3,70 |            |         |

### Vendas Novas
| Partido                 | Partido                        | Votos  | %               | +/-  | Vereadores | +/-     |
| ----------------------- | ------------------------------ | ------ | --------------- | ---- | ---------- | ------- |
|                         | Coligação Democrática Unitária | 3 241  | 53,95 / 100,00  | 1,23 | 5 / 7      | 1       |
|                         | Partido Social Democrata       | 1 269  | 21,13 / 100,00  | 8,02 | 1 / 7      | Estável |
|                         | Partido Socialista             | 1 235  | 20,56 / 100,00  | 8,03 | 1 / 7      | 1       |
| Votos Inválidos         | Votos Inválidos                | 262    | 4,36 / 100,00   | 0,50 |            |         |
| Total                   | Total                          | 6 007  | 100,00 / 100,00 |      | 7 / 7      |         |
| Eleitorado/Participação | Eleitorado/Participação        | 10 121 | 59,35 / 100,00  | 2,42 |            |         |

### Viana do Alentejo
| Partido                 | Partido                        | Votos | %               | +/-  | Vereadores | +/-     |
| ----------------------- | ------------------------------ | ----- | --------------- | ---- | ---------- | ------- |
|                         | Coligação Democrática Unitária | 1 543 | 50,61 / 100,00  | 2,57 | 3 / 5      | Estável |
|                         | Partido Socialista             | 923   | 30,27 / 100,00  | 2,92 | 2 / 5      | Estável |
|                         | Partido Social Democrata       | 450   | 14,76 / 100,00  | 1,49 | 0 / 5      | Estável |
|                         | Partido Popular                | 27    | 0,89 / 100,00   | 0,69 | 0 / 5      | Estável |
| Votos Inválidos         | Votos Inválidos                | 106   | 3,47 / 100,00   | 1,15 |            |         |
| Total                   | Total                          | 3 049 | 100,00 / 100,00 |      | 5 / 5      |         |
| Eleitorado/Participação | Eleitorado/Participação        | 4 908 | 62,12 / 100,00  | 0,01 |            |         |

### Vila Viçosa
| Partido                 | Partido                        | Votos | %               | +/-   | Vereadores | +/-     |
| ----------------------- | ------------------------------ | ----- | --------------- | ----- | ---------- | ------- |
|                         | Coligação Democrática Unitária | 1 969 | 39,35 / 100,00  | 5,24  | 2 / 5      | Estável |
|                         | Partido Socialista             | 1 612 | 32,21 / 100,00  | 11,67 | 2 / 5      | 1       |
|                         | Partido Social Democrata       | 805   | 16,09 / 100,00  | 6,53  | 1 / 5      | Estável |
|                         | Partido Popular                | 458   | 9,15 / 100,00   | 10,71 | 0 / 5      | 1       |
| Votos Inválidos         | Votos Inválidos                | 160   | 3,20 / 100,00   | 0,33  |            |         |
| Total                   | Total                          | 5 004 | 100,00 / 100,00 |       | 5 / 5      |         |
| Eleitorado/Participação | Eleitorado/Participação        | 7 406 | 67,57 / 100,00  | 4,56  |            |         |